# Босавас
Резерват биосфере Босавас налази се у северном делу департмана Хинотега у Никарагви (близу границе са Хондурасом). Ова брдовита тропска шума је 1997. године проглашена Унесковим резерватом биосфере. Са отприлике 20.000 km² (2 милиона хектара), резерват чини око 15% укупне површине државе, чинећи заједно са биосфером реке банане у Хондурасу која је географски једна џунгла само је подељена копненим границама, другу по величини кишну шуму на западној хемисфери, после Амазона у Бразилу. Босавас је углавном неистражен и изузетно је богат биодиверзитетом.

## Етимологија
Име је изведено из три природне одлике: реке Бокај, планине Саслаја и реке Васпук. Обухвата читав Национални парк Саслаја у Никарагви. Кордиљера Изабела прелази подручје резервата, а река Коко чини северну границу, политичку границу са Хондурасом.

## Историја
Босавас прекрива домовине два аутохтона народа Никарагве, Сумо и Мискита, у области која је богата природним ресурсима, највише дрветом и златом. Око 130 000 становника се бави пољопривредом у оквиру граница, од тога око 35.000 припадника аутохтоних Мискита и Сумо народа.
Резерват биосфере Босавас еволуирао је из Сандинистичке револуције. Сандинистичка влада одобрила је двема регијама карипске обале аутономно управљање домородачким становништвом. Каснија влада Хаморо издвојила је три велике резерве, Босавас је била највећа, са својим језгром које је чинило приближно 7% укупне површине Никарагве (остатак чини тампон зону резервата). Стварање Босаваса сматрало се кршењем уставом загарантоване територијалне аутономије региона.
У јануару 2020. неколико људи који живе у резервату Мајања убијено је и киднаповано, јер су наводно Никарагванци покушавали да земљу користе за пољопривреду и шумарство.

## Флора и фауна
Процењује се да се у Босавасу налази око 10.000 km² шуме.
Ботаничка разноликост Босаваса је врло велика, с обзиром да васкуларних биљака има на хиљаде. Босавас је такође богат различитим врстама бескичмењака и кичмењака. У Босавасу живи око 100.000 до 200.000 врста инсеката; верује се да је тај број већи, међутим ближа процена није могућа због релативно неистраженог подручја. Квецали и аре су присутни у значајном броју, заједно са највећим и најмоћнијим орлом пронађеним у Америци, харпијским орлом (харпија). То су, међутим, само неке од 700 врста никарагванских птица које се потенцијално могу наћи у резервату. Пуме и јагуари, који се сматрају снажним предаторима, присутни су у резервату, а тапири њихов су омиљени плен.